# 菲利普·德比罗
菲利普·德比罗（法語：Philippe Debureau，1960年4月25日—），生于加来海峡省安日，法国男子手球运动员。他曾代表法国参加1992年夏季奥林匹克运动会手球比赛，获得一枚铜牌。